# Foramen vertebrale

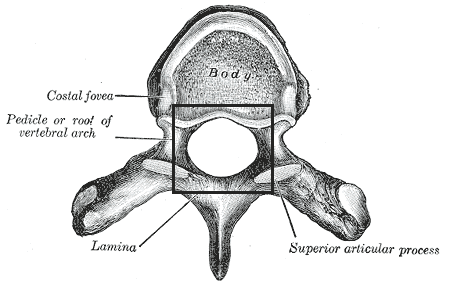
Egy hátcsigolya (a négyzet jelöli a lyukat)

Egy tipikus csigolyában a foramen vertebrale az egy lyuk az elülső szegmensben (corpus vertebrae) és a hátsó szegmensben (arcus vertebrae). A foramen vertebrale az atlastól indul és az 5. ágyéki csigolyáig fut.